# Beauchalot
 Beauchalot  là một xã thuộc tỉnh Haute-Garonne trong vùng Occitanie ở tây nam nước Pháp. Xã nằm ở khu vực có độ cao trung bình 316 mét trên mực nước biển. Xã cách biên giới với Tây Ban Nha chỉ 50 phút đi xe.